# Chamaecyparis obtusa
Chamaecyparis obtusa е вид растение от семейство Кипарисови (Cupressaceae).

## Разпространение
Разпространен е в Япония и Тайван.